# Eriogonum panguicense
Eriogonum panguicense är en slideväxtart som först beskrevs av Marcus Eugene Jones, och fick sitt nu gällande namn av James Lauritz Reveal. Eriogonum panguicense ingår i släktet Eriogonum och familjen slideväxter. Utöver nominatformen finns också underarten E. p. alpestre.